# Early Morning Onwards
Early Morning Onwards è una compilation della band rock britannica Barclay James Harvest, pubblicata nel 1972.

## Formazione
- John Lees - voce, chitarra
- Les Holroyd - voce, chitarra, basso
- Stuart Wolstenholme - voce, tastiera
- Mel Pritchard - batteria

## Tracce
1. Early Morning – 2:34
2. Poor Wages – 2:31
3. Brother Thrush – 3:07
4. Mr. Sunshine – 2:53
5. Taking Some Time On – 5:29
6. Mother Dear – 3:16
7. Mocking Bird – 6:37
8. Song With No Meaning – 4:19
9. I'm Over You – 3:51
10. Child Of Man – 3:19
11. After The Day – 4:39